# Rebel Heart (Madonna)
Rebel Heart è il tredicesimo album in studio della cantante statunitense Madonna, pubblicato il 10 marzo 2015 dalla Interscope Records.
L'album, composto da un totale di 14 tracce, contiene collaborazioni con Nicki Minaj e Chance the Rapper & Mike Tyson, e fa da seguito al suo dodicesimo album MDNA del 2012.

## Scrittura e registrazione
Da marzo 2014 Madonna ha iniziato a postare su Instagram numerose immagini dove ha accennato a possibili autori e collaboratori per l'album con numerose didascalie hashtag. Ha iniziato postando foto che la ritraevano in studio di registrazione con il dj e produttore Avicii.
Nel maggio del 2014 ha postato un selfie parlando di una collaborazione con Diplo. Nel corso del 2014 ha continuato a postare foto su Instagram, accompagnate da vari hashtags che si sarebbero poi rivelati essere i titoli delle canzoni presenti all'interno dell'album.
Nel mese di novembre vengono diffuse due canzoni, in seguito alla precedente diffusione di uno snippet della canzone Rebel Heart, intitolate Wash All Over Me e Rebel Heart, prodotte da Avicii, ma ancora in fase demo, come confermò Madonna stessa, dopo aver scoperto il furto delle canzoni, sul suo profilo Instagram.
Intorno alla seconda settimana di dicembre comprare su internet un leak di un album intitolato Iconic, che presentava al suo interno 13 brani inediti, in versione demo, tra cui i precedenti leak Rebel Heart e Wash All Over Me. Madonna stessa, in quel frangente e in alcune interviste, ha dichiarato di essere profondamente amareggiata e delusa per questo furto, parlando addirittura di "terrorismo" e " stupro artistico" e affermando di essere stata violata come persona e come artista.
Madonna però assicura che quelle erano soltanto demo, ancora in fase di produzione e non pronte per essere inserite nell'album.
La risposta ufficiale arriva il 20 dicembre da parte di Madonna, la quale pubblica a sorpresa su iTunes l'album Rebel Heart con la cover ufficiale, disponibile su preordinazione, con 6 tracce ufficiali, tra cui il singolo Living for Love, da poter scaricare nel momento in cui si effettuava la prenotazione dell'album. Madonna affermò di aver lavorato velocemente per poter finire le tracce e renderle immediatamente disponibili su iTunes, anche per il fatto che, avvicinandosi le vacanze di Natale, prima della fine delle feste non sarebbe stato possibile pubblicare l'album. Viene considerato come un regalo di Natale anticipato dalla stessa Madonna.
Comincia, quindi, la promozione di Rebel Heart partendo dallo stesso profilo Instagram della cantante, la quale inizia a pubblicare foto di personaggi famosi avvolti dalle stringhe di pelle, le stesse che ricoprono il volto di Madonna sulla cover dell'album. Ciò non fa che attirare le attenzioni su Madonna e le eventuali critiche per essersi paragonata a grandi personaggi come Martin Luther King o Gesù. Madonna sottolinea come effettivamente il suo intento era stato quello di sottolineare la presenza di "Cuori Ribelli" che combattevano per la libertà e i diritti, così come fa lei.
L'album, nel momento in cui viene reso disponibile su preordine, raggiunge la prima posizione nella classifica iTunes e i sei brani disponibili si collocano tutti nelle prime sei posizioni della medesima classifica. Con l'anno nuovo inizia la vera e propria promozione, che inizia nel mese di febbraio, con la pubblicazione del video del singolo Living For Love, e con la performance di quest'ultimo ai Grammy Awards, performance più attesa e più vista della serata, e ai Brit Awards, durante la quale Madonna accidentalmente cade a causa del malfunzionamento del lungo mantello scelto da lei per quella esibizione.
Partecipa in seguito a vari talk show inglesi, francesi e italiani, presentando in anteprima mondiale il brano Devil Pray durante l'intervista a Che tempo che fa in Italia,  e Ghosttown, durante il Jonathan Ross Show, rivelando che molto probabilmente proprio quest'ultima canzone sarebbe stata il secondo singolo dell'album. Durante l'intervista francese a Le grand journal, Madonna incontra il vignettista della rivista Charlie Hebdo, Luz, sopravvissuto alla strage, scambiando con quest'ultimo un caloroso e commovente abbraccio. Madonna, infatti, loda il lavoro di Luz, basato sulla libertà di espressione e sulla libertà in generale.

## Musica e interpretazione dei testi
La traccia d'apertura e primo singolo è Living for Love, una traccia house sperimentale, prodotta da Diplo.
Il testo parla di come si può riuscire a superare le difficoltà della rottura di una relazione sentimentale e di come l'amore possa riuscire a risollevarci e ad infondere forza e speranza. Secondo Dean Piper (The Daily Telegraph) la canzone possiede "alcuni tratti classici di Madonna: i riferimenti religiosi, un coro gospel e l'uso del piano", mentre per Jason Lipshutz (Billboard) la canzone ha degli influssi house anni '90 che la possono paragonare a storiche hit della cantante come Like a Prayer ed Express Yourself.
Devil Pray è una canzone con influssi country mixati con dance pop, che affronta una tematica seria e profonda come quella della droga. La cantante affermò durante un'intervista come le droghe vengano usate superficialmente, per elevarsi spiritualmente e riuscire a vedere le cose da un punto di vista diverso rispetto agli altri, sottolineando l'erroneità di questa convinzione, poiché esse sono pericolose e piuttosto che elevarci spiritualmente ci rendono più soggetti alle tentazioni del diavolo. Madonna ha confessato di aver fatto uso agli inizi della carriera di queste sostanze, affermando di trovare la cosa poco piacevole e di esserne uscita attraverso l'assunzione di molta acqua per disintossicarsene.
Ghosttown è una ballad intensa prodotta dal dj Billboard. Ha una tematica post-apocalittica, come la stessa Madonna afferma. In un mondo che potrebbe crollare, rimarrebbero due anime in una città di fantasmi per ricostruire tutto.
Unapologetic Bitch è una canzone prodotta da Diplo scritta da Madonna in collaborazione con Mozella. Ha forti influssi reggaeton con un beat potente. La canzone parla di come superare la rottura di una relazione, anche a costo di essere considerata una "cagna impenitente". Madonna ha spiegato che la canzone incita a divertirsi a prescindere dalla situazione in cui ci si trova.
Illuminati è una canzone prodotta da Kanye West e Madonna, scritta da quest'ultima con Mozella. È un manifesto attraverso il quale Madonna smentisce le voci che la vedrebbero, insieme a celebrità quali Nicki Minaj, Lil Wayne, Rihanna, Lady Gaga, Jay-Z, Beyoncé, Oprah e Barak Obama, membro della setta degli Illuminati, i cui aderenti, essendo personaggi influenti, aspirerebbero a controllare il mondo. All'interno del brano si parla dei simboli degli illuminati, mostrando che in definitiva i veri illuminati erano uomini toccati dal lume della ragione. La canzone contiene diverse parti rap che ricordano il rap inserito nel brano Vogue.
Bitch I'm Madonna è un duetto con Nicki Minaj prodotto da Diplo. La traccia contiene influssi tipicamente disco ed esprime la volontà di divertirsi, di non lasciarsi criticare per via dell'età e di essere costantemente al centro dell'attenzione e sotto i riflettori. Durante le fasi di scrittura Minaj ha riferito di aver dovuto riscrivere il testo parecchie volte prima di incontrare le esigenze di Madonna.
Hold Tight è un brano pop dal ritmo sincopato che rimanda al periodo di Ray of Light e si avvale della collaborazione di Cherry Cherry Boom Boom, già autore di Lady Gaga. 
Joan of Arc, è una ballata in cui Madonna parla del controllo che i media hanno sulla sua vita. Nella strofa iniziale canta "Ogni volta che mi scattano una foto prendono una parte di me che non tornerà indietro". Il titolo è un riferimento alla santa cattolica Giovanna D'Arco, bruciata sul rogo dopo aver subito un duro processo dal tribunale dell'inquisizione, e Madonna afferma di non essere come lei ma di essere "solo umana".
Iconic include una parte rap di Chance the Rapper e un'introduzione "proclamata" in stile Mussolini del pugile Mike Tyson. La canzone ha un crescendo epico in cui Madonna incita a considerarsi come un'icona.
HeartBreak City è una ballata malinconica il cui testo parla di un amore perduto: qui Madonna canta con un registro vocale più profondo e ispirato al baroque pop. La canzone è sostenuta da un ritmo di marcia ed ampi cori maschili che conferiscono al brano ricchezza e solennità.
Body Shop è una canzone mid-tempo con influenze orientali. 
Holy Water ripropone il tema del contrasti tra sacro e profano, in particolare tra religione e sesso. 
In Rebel Heart ci sono diversi omaggi da parte di Madonna ad alcune hit e album che l'hanno vista trionfare nelle classifiche nella sua lunga carriera, ad esempio nella canzone Veni Vidi Vici Madonna parla di come sia stato difficile sopportare le critiche e il peso della sua celebrità e per farlo cita diverse sue canzoni come Holiday, Like A Virgin, Like A Prayer, Express Yourself, Vogue, Justify My Love, Ray Of Light, The Power of Good-Bye, Music, Borderline, Open Your Heart e Into the Groove.
Nella canzone Best Night Madonna canta le parole "wanting" e "waiting" campionate direttamente dalla celebre hit Justify My Love.
In Holy Water riprende alcuni passaggi di Vogue con le strofe "Ladies with an attitude, don't just stand there, let's get to it,  strike a pose that's nothing to it". Holy Water è la seconda canzone della cantante che riporta frasi di Vogue: infatti già nel 1992 Madonna aveva reso omaggio a questa hit con il singolo Deeper and Deeper contenuto nell'album Erotica che ne faceva riferimento sul finale.

## Promozione
Madonna ha iniziato a dicembre 2014 a parlare di una sua probabile partecipazione ai Grammy Awards.
Nel febbraio 2015 Madonna si è esibita ai Brit Awards con il brano Living for Love, singolo che anticipa l'uscita del suo nuovo album Rebel Heart. L'esibizione è stata molto discussa dai vari social e media nei giorni successivi, in particolare per un incidente che ha causato a Madonna una caduta di alcuni gradini su una scalinata, appena l'inizio della performance, arrivata sul palco. Il mantello indossato da Madonna, come costume di scena, creato da Armani e modificato su richiesta dalla popstar, non si è slacciato al momento opportuno, ed i ballerini, tirando il mantello, durante l'esibizione del brano Living for Love, sono stati, anche secondo la stampa, una concausa dell'accaduto. Nonostante ciò Madonna si è subito rialzata portando a termine l'esibizione.
Dopo l'esibizione ai BRITs, nel mese di marzo 2015 Madonna promuove il suo nuovo album Rebel Heart. Tra i vari talk show Madonna è ospite del Johnatan Ross Show, durante il quale si esibisce in un remix di Living for Love e per la prima volta canta dal vivo il suo secondo singolo Ghosttown.
In Italia, dai cui talk show mancava dal 2000, registra il 1º marzo 2015, una puntata come ospite a Che tempo che fa che verrà trasmessa l'8 marzo in occasione della Giornata internazionale della donna e durante la quale, in anteprima mondiale, esegue i brani Devil Pray e Ghosttown. Subito dopo Madonna vola alla volta di Parigi, dove verrà ospitata a Le Grand Journal. Durante il talk show francese si esibirà in un remix di Living for Love e in Ghosttown. Il 9 marzo, su RTL, viene trasmessa un'intervista con Madonna effettuata agli inizi di febbraio, a New York. Dal 16 al 20 marzo Madonna è protagonista della #MadonnaWeek nello show televisivo di Ellen Degeneres. Durante questa settimana Madonna performerà: Living for Love, Ghosttown, Joan of Arc e il singolo degli anni '80 Dress You Up.
Il 29 marzo Madonna si esibisce agli IHeartRadio Awards in America, manifestazione musicale che premia i vari cantanti per diverse categorie. In questa occasione canta il suo secondo singolo Ghosttown in una versione acustica con l'accompagnamento della chitarra suonata dalla popstar americana Taylor Swift. Il 9 aprile Madonna si è esibita al Tonight Show del conduttore statunitense Jimmy Fallon esibendosi con la canzone Bitch I'm Madonna, terzo singolo del suo disco, e cantando anche la sua storica hit Holiday proprio insieme al conduttore. L'esibizione è stata di grande impatto facendo entrare la canzone Bitch I'm Madonna immediatamente nella classifica Billboard Hot 100 e facendo risalire l'album di parecchie posizioni nella Billboard Hot 200.
Il 12 aprile Madonna si è esibita al Coachella Festival 2015, stavolta però non promuovendo le canzoni del suo nuovo disco, ha cantato infatti la sua celebre hit del 2005 Hung Up e il singolo del 1995 Human Nature. L'esibizione è stata al centro dell'attenzione mediatica per il bacio tra la cantante e il rapper statunitense Drake.

### Tour

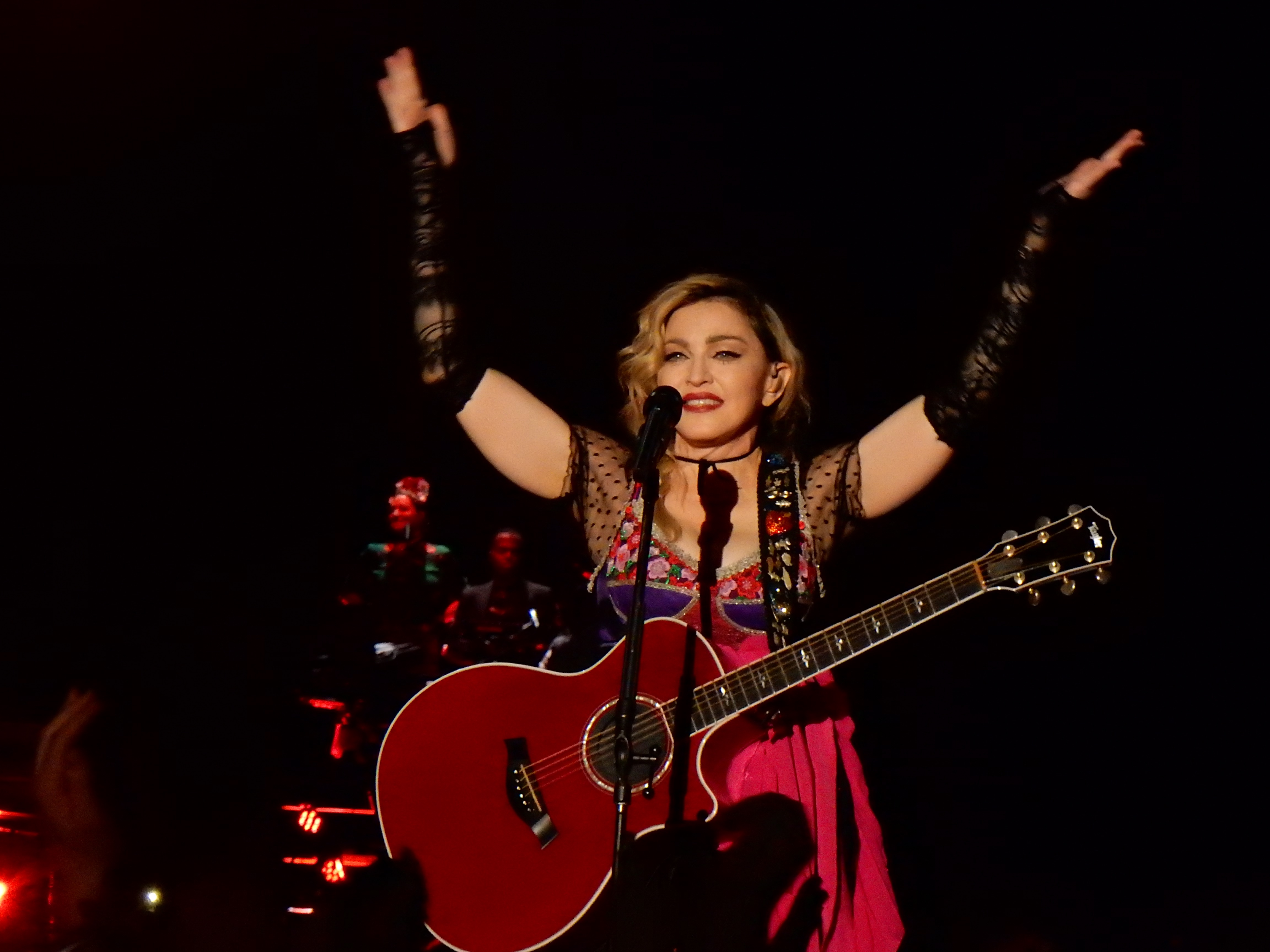
Madonna il 10 dicembre 2015, durante il secondo concerto tenutosi in Parigi.

Il giorno stesso in cui la cantante venne intervistata da Fabio Fazio in Che tempo che fa, la cantante ha annunciato le prime date del tour, disponibili per la prevendita già dal 9 marzo 2015. Il tour, partito a Montréal il 9 settembre dello stesso anno, comprende date in Nord America, Europa, Asia ed Oceania per un totale di oltre 80 spettacoli.
L'evento, oltre che rappresentare un grande successo commerciale in quanto molte date andarono sold out in pochi minuti, infranse diversi record: secondo la celebre rivista Forbes infatti esso rappresenta Il più costoso tour dell'anno e il secondo nella carriera della cantante; inoltre, il concerto di Las Vegas del 24 ottobre è diventata la data di un tour mondiale più costosa del 2015 (i biglietti per il concerto della città furono fissati per un prezzo medio di $949,21), mentre la tappa di Edmonton, in Canada, fu l'incasso più economico del 2015, con ogni biglietto venduto per $164,30. Nonostante questo, il tour si è rivelato un successo commerciale globale, tale che diversi concerti sono andati sold out nel giro di pochissimi minuti e ciò ha comportato l'aggiunta di date supplementari in diverse città del mondo come Torino, Parigi, Amsterdam, Città del Messico, Hong Kong, Macao, Tokyo e New York. A proposito di quest'ultima città, la cantante vi ha sostenuto un'esibizione al prestigioso Madison Square Garden che è stata particolarmente elogiata dalla critica musicale globale, riscuotendo un grande impatto e spingendo i media a definirla come una delle esibizioni più spettacolari di tutta la sua carriera. A fine tour, il magazine statunitense Billboard ha affermato che l'evento totalizzó una vendita complessiva di oltre un milione di biglietti e un incasso generale di $169,8 milioni di dollari, facendo di esso il terzo maggiore successo commerciale dell'anno.

## Accoglienza
Dal momento della pubblicazione l'album ha ricevuto opinioni positive da parte della critica.
Sal Cinquemani di Slant Magazine scrisse che l'album era "un minestrone", ma aggiunse che era "sorprendentemente coerente". Billboard definì l'album "sottile" paragonato "ai trend odierni"; "Si tratta di canzoni che si sviluppano lentamente, inaugurate da introduzioni elaborate prima che gli hook vengano messi in bella mostra, in un frusciare di tessuti diversi". Rolling Stone scrisse che Rebel Heart "raggiunge la sua massima forza quando Madonna mette tutti all'angolo e ci parla direttamente", e aggiunse: "Dentro di sé Madonna ha senz'altro un cuore ribelle — e non si può biasimarla se ci ricorda che la migliore musica pop scaturisce da quello". Jamieson Cox del Time lodò l'album per essere coerente nel suo sound e nella produzione, la resa vocale di Madonna e le sue capacità autorali. Entertainment Weekly etichettò Rebel Heart "la migliore uscita di Madonna da Music del 2000". The Guardian scrisse che le due nature contenute nell'album "non si amalgamano molto bene assieme", definendolo un possibile contrasto tra "la musica che Madonna vuole realizzare e quella che si sente costretta a fare". Time Out scrisse "Rebel Heart può mancare di coesività, ma non è un aspetto che gioca contro di esso: è l'album con alcuni dei pezzi migliori di Madonna in dieci anni a questa parte".
Non mancò qualche voce meno positiva: NME stroncò l'album, definendolo "quella che sembra un'opportunità sprecata. Lo stanco inno all'autostima 'Iconic' ci informa che ci sono solo due lettere che distinguono Icon da I can't. Poche lettere che fanno la differenza fra un lavoro di classe e uno fatto col c**o".

## Tracce
1. Living for Love – 3:38 (Madonna, Thomas Wesley Pentz, Maureen McDonald, Toby Gad, Ariel Rechtshaid, Uzoechi Emenike)
2. Devil Pray – 4:05 (Madonna, Tim Bergling, Carl Falk, Rami Yacoub, Savan Kotecha, Dacoury Natche, Michael Diamonds, Arash Pournouri)
3. Ghosttown – 4:08 (Madonna, Jason Evigan, Sean Douglas, Evan Bogart)
4. Unapologetic Bitch – 3:50 (Madonna, Thomas Wesley Pentz, Maureen McDonald, Toby Gad, Ariel Rechtshaid)
5. Illuminati – 3:43 (Madonna, Maureen McDonald, Toby Gad, Larry Griffin Jr., Mike Dean, Kanye West, Tommy Brown)
6. Bitch I'm Madonna (feat. Nicki Minaj) – 3:47 (Madonna, Thomas Wesley Pentz, Ariel Rechtshaid, Maureen McDonald, Toby Gad, Nicki Minaj, Samuel Long)
7. Hold Tight – 3:37 (Madonna, Thomas Wesley Pentz, Maureen McDonald, Toby Gad, Uzoechi Emenike, Philip Meckseper)
8. Joan of Arc – 4:01 (Madonna, Toby Gad, Maureen McDonald, Larry Griffin Jr.)
9. Iconic (feat. Chance the Rapper & Mike Tyson) – 4:33 (Madonna, Toby Gad, Maureen McDonald, Larry Griffin Jr., Chancelor Bennett, Dacoury Natche, Michael Tucker)
10. HeartBreakCity – 3:33 (Madonna, Tim Bergling, Tobias Jimson, Arash Pournouri, Paloma Stoecker)
11. Body Shop – 3:39 (Madonna, Toby Gad, Maureen McDonald, Larry Griffin Jr., Michael Tucker, Dacoury Natche)
12. Holy Water – 4:09 (Madonna, Martin Kierszenbaum, Natalia Cappuccini, Mike Dean, Kanye West, Tommy Brown)
13. Inside Out – 4:23 (Madonna, Mike Dean, Jason Evigan, Sean Douglas, Evan Bogart)
14. Wash All Over Me – 4:00 (Madonna, Mike Dean, Tim Bergling, Arash Pournouri, Magnus Lidehäll, Tommy Brown, Kanye West, Vincent Pontare)
15. Autotune Baby (Traccia bonus) – 4:00 (Madonna, Thomas Wesley Pentz, Mike Dean, Kanye West, Tommy Brown) – Edizione di Media Markt

Tracce bonus dell'edizione deluxe
1. Best Night – 3:33 (Madonna, Toby Gad, Maureen McDonald, Larry Griffin Jr., James Napier, Andrew Swanson)
2. Veni Vidi Vici (feat. Nas) – 4:39 (Madonna, Thomas Wesley Pentz, Maureen McDonald, Toby Gad, Ariel Rechtshaid, Nasir Jones)
3. S.E.X. – 4:11 (Madonna, Toby Gad, Maureen McDonald, Larry Griffin Jr., Mike Dean, Tommy Brown, Kayne West)
4. Messiah – 3:22 (Madonna, Tim Bergling, Arash Pournouri, Salem Al Fakir, Magnus Lidehäll, Vincent Pontare)
5. Rebel Heart – 3:21 (Madonna, Tim Bergling, Arash Pournouri, Salem Al Fakir, Magnus Lidehäll, Vincent Pontare)

Traccia bonus dell'edizione deluxe Media Markt
1. Autotune Baby – 4:00 (Madonna, Thomas Wesley Pentz, Mike Dean, Kanye West, Tommy Brown)

Traccia bonus dell'edizione deluxe giapponese ed edizione deluxe Mediaworld Italia
1. Living for Love (Dirty Pop Remix) – 4:59 (Madonna, Thomas Wesley Pentz, Maureen McDonald, Toby Gad, Ariel Rechtshaid, Uzoechi Emenike)

Edizione Super deluxe
CD2
1. Beautiful Scars – 4:19 (Madonna, Rick Nowels, Dacoury Natche, Michael Tucker)
2. Borrowed Time – 3:24 (Madonna, Dacoury Natche, Michael Tucker, Tim Bergling, Arash Pournouri, Carl Falk, Rami Yacoub, Savan Kotecha)
3. Addicted – 3:33 (Madonna, Dacoury Natche, Michael Tucker, Tim Bergling, Arash Pournouri, Carl Falk, Rami Yacoub, Savan Kotecha)
4. Graffiti Heart – 3:39 (Madonna, Toby Gad, Maureen McDonald, Larry Griffin Jr.)
5. Living for Love (Paulo & Jackinsky Full Vocal Mix) – 7:14 (Madonna, Thomas Wesley Pentz, Maureen McDonald, Toby Gad, Ariel Rechtshaid, Uzoechi Emenike)
6. Living for Love (Funk Generation & H3drush Dub) – 6:07 (Madonna, Thomas Wesley Pentz, Maureen McDonald, Toby Gad, Ariel Rechtshaid, Uzoechi Emenike)

Edizione deluxe Fnac
C2
1. Living for Love (Thrill Remix) – 5:11 (Madonna, Thomas Wesley Pentz, Maureen McDonald, Toby Gad, Ariel Rechtshaid, Uzoechi Emenike)
2. Living for Love (Offer Nissim Dub Mix) – 7:12 (Madonna, Thomas Wesley Pentz, Maureen McDonald, Toby Gad, Ariel Rechtshaid, Uzoechi Emenike)

### Outtakes & demos
Tragic Girl (Madonna, Natalia Killz, Martin Kierszenbaum) - traccia registrata per l'album Rebel Heart ad aprile 2014 e trapelata in rete a dicembre 2014.

## Successo commerciale
Rebel Heart ha debuttato in seconda posizione nella Billboard Hot 100 con 116.000 copie vendute e un totale di 121.000 unità. Si tratta di un pesante arretramento rispetto alle 359.000 copie di MDNA. Nella seconda settimana è crollato dalla 2 alla 21.  In Italia il CD è diventato disco d'oro (25.000 copie) in appena una settimana ed ha raggiunto le 57.000 copie vendute. A livello mondiale l'album ha debuttato con 315.000 copie, nella seconda settimana è sceso a quota 103.000. L'album, ad oggi, ha venduto più di 1.000.000 copie.

## Classifiche

### Classifiche settimanali
| Classifica (2015) | Posizione massima |
| ----------------- | ----------------- |
| Argentina         | 5                 |
| Australia         | 1                 |
| Austria           | 1                 |
| Belgio (Fiandre)  | 1                 |
| Belgio (Vallonia) | 2                 |
| Canada            | 1                 |
| Corea del Sud     | 7                 |
| Danimarca         | 2                 |
| Finlandia         | 2                 |
| Francia           | 3                 |
| Germania          | 1                 |
| Giappone          | 1                 |
| Irlanda           | 5                 |
| Italia            | 1                 |
| Norvegia          | 2                 |
| Nuova Zelanda     | 7                 |
| Paesi Bassi       | 1                 |
| Polonia           | 5                 |
| Regno Unito       | 2                 |
| Repubblica Ceca   | 1                 |
| Spagna            | 1                 |
| Stati Uniti       | 2                 |
| Svezia            | 10                |
| Svizzera          | 1                 |
| Ungheria          | 1                 |

### Classifiche di fine anno
| Classifica (2015) | Posizione |
| ----------------- | --------- |
| Belgio (Fiandre)  | 45        |
| Belgio (Vallonia) | 51        |
| Canada            | 39        |
| Francia           | 67        |
| Germania          | 65        |
| Italia            | 22        |
| Paesi Bassi       | 43        |
| Spagna            | 52        |
| Stati Uniti       | 151       |
| Svizzera          | 61        |
| Ungheria          | 28        |

## Date di pubblicazione
| Paese         | Data          | Formato         | Edizione                                                                 | Etichetta                        | Ref.   |
| ------------- | ------------- | --------------- | ------------------------------------------------------------------------ | -------------------------------- | ------ |
| Australia     | 6 marzo 2015  | CD              | Deluxe                                                                   | Universal                        | [ 74 ] |
| Germania      | 6 marzo 2015  | CD              | Standard, Media Markt standard, deluxe, Media Markt deluxe, super deluxe | Universal                        | [ 75 ] |
| Francia       | 9 marzo 2015  | CD              | Standard, deluxe, super deluxe, Fnac deluxe                              | Polydor                          | [ 76 ] |
| Nuova Zelanda | 9 marzo 2015  | CD              | Standard, deluxe, super deluxe                                           | Universal                        | [ 77 ] |
| Svezia        | 9 marzo 2015  | CD              | Standard, deluxe, super deluxe                                           | Universal                        | [ 78 ] |
| Regno Unito   | 9 marzo 2015  | CD              | Standard, deluxe, super deluxe                                           | Polydor                          | [ 79 ] |
| Canada        | 10 marzo 2015 | CD              | Standard, deluxe                                                         | Universal                        | [ 80 ] |
| Stati Uniti   | 10 marzo 2015 | CD              | Standard, deluxe, super deluxe                                           | Boy Toy, Live Nation, Interscope | [ 81 ] |
| Mondo         | 10 marzo 2015 | Download deluxe | Standard, deluxe                                                         | Boy Toy, Live Nation, Interscope | [ 82 ] |
| Giappone      | 11 marzo 2015 | CD              | Deluxe                                                                   | Universal                        | [ 83 ] |
| Giappone      | 18 marzo 2015 | CD              | Super deluxe                                                             | Universal                        | [ 84 ] |
| Germania      | 27 marzo 2015 | LP              | Deluxe                                                                   | Universal                        | [ 85 ] |
| Svezia        | 27 marzo 2015 | LP              | Deluxe                                                                   | Universal                        | [ 86 ] |
| Francia       | 30 marzo 2015 | LP              | Deluxe                                                                   | Polydor                          | [ 87 ] |
| Regno Unito   | 30 marzo 2015 | LP              | Standard                                                                 | Polydor                          | [ 88 ] |